# Aongstroemia subulata
Aongstroemia subulata là một loài Rêu trong họ Dicranaceae. Loài này được (Hedw.) Mitt. mô tả khoa học đầu tiên năm 1851.